# François Tomas Serer
François Tomas Serer (Alcalalí, 1911 - Madrid, 2 août 1936) est un prêtre membre du tiers-ordre capucin espagnol, mort martyr durant la guerre d'Espagne et reconnu bienheureux par l'Église catholique.

## Biographie
François Tomas Serer est né à Alcalalí un petit village proche de Valence en Espagne le 19 octobre 1911,. Il fait ses premières études dans son village, puis ses parents, à l'âge de 12 ans l'amènent dans une école tenue par des tertiaires capucins. Il étudie le latin et la philosophie, décide de rentrer dans cette branche du Tiers-Ordre franciscain : les tertiaires Capucins de Notre Dame des Douleurs. Il prononce ses premiers vœux religieux le 15 septembre 1928 et 5 ans plus tard, en 1933, il fait sa profession religieuse perpétuelle. Il est ordonné prêtre l'année suivante le 24 mai 1934.
Il passe ensuite 2 ans dans un centre éducatif tenu par sa congrégation proche de Madrid où il se consacre au service des jeunes. Au cours de l'été 1935, il entreprend un voyage d'études dans différentes villes de France et de Belgique pour donner une solidité scientifique aux méthodes pédagogiques de la Congrégation. Il débute également des études de médecine à l'Université centrale de Madrid. Lors que la guerre civile éclate, il se cache dans sa famille à Madrid. Il était prévu que son supérieur, le père Bienvenu de Dos Hermanas vienne le rejoindre. Ne le voyant pas venir le jour convenu, il part à sa rencontre. Il est tué le 2 août 1936, son corps est retrouvé le lendemain près des murs du « Collège de la Réforme du Prince des Asturies » à Madrid, lieu qui servait de prison,,.
Assassiné à seulement vingt-quatre ans, il est le plus jeune des martyrs de sa famille religieuse.

## Notoriété et Culte
Il est béatifié le 25 octobre 1992 par le pape Jean-Paul II en même temps que 5 autres  martyrs de la guerre d'Espagne. Son nom est intégré au 19 martyrs de sa congrégation des tertiaires Capucins de Notre Dame des Douleurs béatifiés le 11 mars 2001 par le pape Jean-Paul II.
Sa mémoire est célébrée le 2 août, seul ou en compagnie d'autres martyrs espagnols de la guerre.